# Podil's'k
Podil's'k (in ucraino Подільськ?) è una città ucraina (39 920 abitanti) nel distretto di Podil's'k, nell'oblast' di Odessa. Ospita l'amministrazione del distretto di Podil's'k e della comunità territoriale di Podil's'k, una delle comunità territoriali dell'Ucraina.
Fino al 18 luglio 2020 Podil's'k costituiva una città di rilevanza regionale e fungeva da centro amministrativo del distretto di Podil's'k, sebbene non appartenesse al distretto. Come parte della riforma amministrativa dell'Ucraina, che ridusse a sette il numero di distretti dell'oblast' di Odessa, la città fu integrata nel distretto di Podil's'k.
Originariamente nota come Birzula, tra il 1935 e il maggio 2016 ebbe il nome di Kotovs'k (ucraino: Котовськ), in onore di Grigorij Ivanovič Kotovskij.